# Кантон Кресто-Паљијеро Валгранд (Торино)
Кантон Кресто-Паљијеро Валгранд је насеље у Италији у округу Торино, региону Пијемонт.
Према процени из 2011. у насељу је живело 91 становника. Насеље се налази на надморској висини од 378 м.